# Кондаракі Василь Христофорович
Василь Христофорович Кондаракі (нар. 25 січня 1834, Сімферополь — 15 листопада 1886) — кримський краєзнавець.

## Біографія
Початкову освіту у приватному пансіоні, закінчив Феодосійське повітове училище у 1852. З 1852 по 1854 служив у канцелярії Таврійського губернського прокурора, у 1855 — Таврійській казенній палаті. З 31 грудня 1855 і до відставки працював на різних посадах Феодосійського центрального карантинного управління.
З 1858 В. Х. Кондаракі постійно проживав в Ялті, куди був відряджений для виконання обов'язків комісара Ялтинської карантинної застави. Краєзнавець приймав у Ялті московських і петербурзьких дослідників, які вивчали пам'ятки історії та культури Криму. У 1861 і 1863 він був серед тих, хто готував та проводив екскурсії для царської родини з відвідуванням пам'яток історії та культури Південного берега Криму. За це його нагородили діамантовим перснем.

## Краєзнавча діяльність
Краєзнавча діяльність В. Х. Кондараки носила популяризаторський характер. Він створив велику кількість публікацій, присвячених дослідженням з історії, географії та етнографії Криму. Багато робіт стосуються вивченню, дослідженню та популяризація пам'яток історії та культури краю.
Серед перших його статей «Очерки Крыма», надрукованих у 1867 в «Николаевском вестнике», було багато описів кримських старожитностей. У цьому ж році видав у Миколаєві путівник по Криму «Подробное описание Южного берега Крыма», де був викладений популярний огляд історико-краєзнавчої спадщини краю.
Василь Христофорович друкувався з 1869 в «Новороссийских ведомостях», а з 1870 — в «Записках императорского Общества сельского хозяйства Южной России», дійсним членом якого він був. У 1868 його було обрано кореспондентом Одеського товариства історії та старожитностей, а 1876 — переведено в дійсні члени.
Наступні роки були присвячені підготовці до публікації багатотомного «Универсального описания Крыма», присвяченого різним аспектам розвитку Криму. Це видання носило енциклопедичний характер. Було видано чотири томи (17 частин), які мали великий успіх серед сучасників. Значний по обсягу історико-етнографічний матеріал, використаний у роботі, не був досконально знайомий авторові, тому частини тексту носили недостовірний характер. Проте робота В. Х. Кондаракі, у популярному висвітленні різних аспектів життя Кримського півострова, не мала собі рівних.
У 1883 було видано зібрання творів «В память столетия Крыма» у десяти томах, які включали роботи різних років про Крим. Згодом перевидав «Универсальное описание Крыма», яке було доповнене матеріалами, які через фінансові труднощі не опублікував раніше. До нього увійшли географічний огляд, двотомний опис етнографії півострова, історичні нариси, художні твори, зібраний краєзнавцем фольклор кримських греків та кримських татар.
У 1885 в Москві було видано «Новый обстоятельный путеводитель по Крыму» в якому В. Х. Кондаракі присвячено пам'яткам історії та культури. Значна частина матеріалу стосувалася опису пам'яток Ялти.
30 листопада 1883 Василь Христофорович був обраний співробітником Російського географічного товариства. Він був прийнятий у дійсні члени Московського товариства давньоруського мистецтва, співпрацював з Московським товариством історії та старожитностей. У 1883 року за внесок у вивчення історії Криму В. Х. Кондаракі був нагороджений болгарською медаллю «За науку і мистецтво» II ступеня, заснованою 24 березня 1883.
Багато робіт В. Х. Кондаракі не було опубліковано. Рукописні матеріали зберігаються в архіві Російського географічного товариства у Санкт-Петербурзі, у фондах Одеського товариства історії та старожитностей, Інституту рукописів Національної бібліотеки України імені В. І. Вернадського, у Державному архіві Одеської області.